# Cultura de Dominica
La cultura de Dominica se nutre del aporte de personas provenientes de una amplia gama orígenes. Aunque históricamente fue ocupada por varias tribus indígenas, los arahuacos y las tribus kalinago eran los que poblaban la isla en la época que los colonos europeos que llegaron a ella. 'Massacre' es el nombre del río dedicado a la memoria de los asesinatos de los pobladores nativos por los colonos franceses y británicos, debido a que el río se tiñó de rojo durante días. Tanto los franceses como los británicos tomaron la isla e importaron esclavos desde África. Los caribeños restantes ahora viven en un territorio de 15 km² en la costa de la isla. Eligen a su propio jefe. 
Dominica es a menudo considerada una sociedad que está migrando del colectivismo al individualismo. La economía que anteriormente dependía de la agricultura se encuentra en desarrollo. Los signos del colectivismo son evidentes en pueblos pequeños y aldeas que diseminadas por toda la isla. 
La gastronomía dominiqués es similar a la de otros países del Caribe. Entre los platos comunes principales incluyen carne (usualmente pollo, pero puede ser de cabra, cordero o ternera) cubierto de salsa. Las salsas pueden ser de ají picante, o brebajes preparados a base de frutas locales. En la isla se sirve una gran variedad de frutas locales, desde el tamarindo a la fruta de la pasión, se sirven en la isla, usualmente en forma de jugo o salsa. La guanábana se pela y se come cruda. El sorrel, una flor roja que sólo florece en la época de Navidad, se hierve para preparar una bebida de color rojo brillante.

## La psique nacional
Dominica se basa en una mezcla de culturas: los nombres franceses a menudo tienen un inglés; un idioma africano, comidas y costumbres que se mezclan con las tradiciones europeas como parte de la cultura criolla; y los caribeños aún tallan canoas dugouts (canoas), construyen casas sobre pilotes y tienen un tejido de cestería distintivo. Las influencias rastafaris y negras también son comunes. Cerca del 1% de la población adhiere a la fe Bahá'í en Dominica.
Con casi un 80% de población católica, los valores de las tradiciones conservadoras son fuertes. La familia ocupa un lugar muy importante en la sociedad dominiquesa, tanto es así que se publicó un cartel de advertencia del gobierno dominiqués sobre los peligros de la transportación ilegal de drogas que separan a la familia (seguido de prisión y la pérdida de la vida) como la disuasión número uno a la delincuencia.

## Amerindios
Los pobladores originarios de la isla llegaron a la Mancomunidad de Dominica alrededor del 400 aC, cuando los arawaks, un grupo de pacíficos cazadores-recolectores, establecieron pueblos de isla en isla a través del Caribe oriental. Los cazadores-recolectores más agresivos, los indios caribes (ambos descendientes de la tribu Ciboney), aniquilaron a los arawaks y tomaron el control de la isla. La mayoría de los nativos del Caribe en otras islas caribeñas fueron asesinados en su mayoría por colonos europeos. Los nativos locales del Caribe Dominiqués fueron capaces de esconderse en áreas que eran difíciles de penetrar para los soldados europeos. La reina inglesa concedió un territorio de 3,700 hectáreas en la costa este de Dominica a los nativos caribeños en 1903. Hoy en día, sólo quedan cerca de 3000 caribeños después de años de tratamiento brutal por los españoles, franceses e ingleses. Viven en ocho pueblos, y eligen a su propio jefe. 
En el lado este de la isla, los descendientes de los indios caribes continuaron practicando su cultura de larga tradición y la artesanía de la construcción de canoas y cesterías. Su sociedad, sin embargo, se ha desarrollado y modernizado. Las influencias amerindias permanecen en la isla a través de sus artefactos y los sonidos del lenguaje moderno. Por ejemplo, la palabra huracán se originó de la palabra amerindia huracán.

## Otros colonos
Cuando Cristóbal Colón pasó por la isla, le dio a Dominica su nombre, y dejó algunos pobladores europeos en la isla. Pasarían años antes de que colonos ingleses y franceses fueran a la isla. Estas dos potencias europeas lucharon sin descanso por la isla, y sus culturas se unieron. Sin embargo, los esclavos africanos han dejado también una marca indeleble en la isla.
Las influencias francesas incluyen el idioma nativo de la isla, una comida criolla, y muchos nombres en la toponimia. Posteriormente el gobierno británico ganó la isla, y las influencias de gobierno como también el idioma oficial son claramente inglesas. Los africanos también influenciaron la criolla y la comida, como también el estilo local de vestimenta.

## Carnaval
Cada año, los dominiqueses celebran el carnaval católico, un festival que se celebra durante tres días antes de Miércoles de cenizas'. Debido a la herencia francesa en el país, la mayoría de los ciudadanos son católicos, pero muchos no católicos también celebran el carnaval. Entre las actividades se incluyen la Competición Calypso Monarch, la elección de la reina del Carnaval, y los desfiles y fiestas de carnaval.

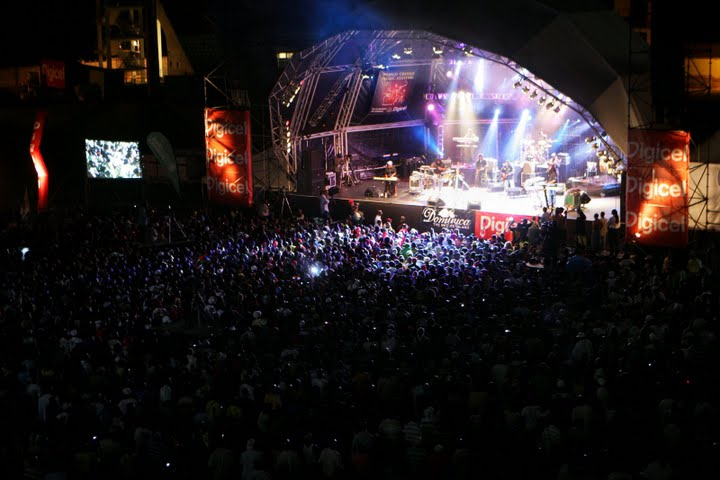
El World Creole Music Festival en Dominica.

## Música
La música y las danzas son facetas importantes de la cultura de Dominica. Las celebraciones anuales de independencia muestran una explosión de canciones tradicionales y danzas precedido desde 1997 por semanas de expresiones criollas como "Creole in the Park" (Criolla en el Parque) y el "World Creole Music Festival." Dominica ganó prominencia en la escena musical internacional cuando en 1973, Gordon Henderson fundó el grupo Exile One y un género musical original que él acunó "Cadence-lypso" que allanó el camino para la moderna música criolla. 
La 11 edición del Festival de Música Criolla Mundial fue la primera actividad celebrada allí desde su finalización el 27 de octubre de 2007, parte de la celebración de la independencia de la isla de Gran Bretaña el 3 de noviembre. Una celebración de un año comenzó en enero de 2008 haciendo 30 años de independencia.